# Irinel Popescu
Irinel Popescu (n. 22 aprilie 1953, Filiași, România) este un medic român, membru titular Academiei Române, Secția de Științe Medicale (din 2014).
El introduce pentru prima oară în România, în anul 2000, transplantul hepatic la nivel clinic iar în anul 2008 aduce, tot pentru prima dată, chirurgia robotică în România.

## Biografie
Medicul Irinel Popescu s-a născut la Filiași, a urmat Liceul Frații Buzești din Craiova și Facultatea de Medicină la Universitatea de Medicină și Farmacie Carol Davila din București, pe care a absolvit-o în anul 1977 cu media 9.98.  
Acesta a fost primul clasat la "Concursul de internat în specialități Chirurgicale" al promoției și a primit premiul "Elena Dimitriu" pentru cea mai bună medie la absolvire și cel mai bun rezultat la examenul de internat.
În anul 1980 a devenit asistent al Profesorului Dan Setlacec în Clinica Chirurgicală a Institutului Clinic Fundeni. 
Irinel Popescu devine medic primar chirurg și doctor în medicină în anul 1990. Teza de doctorat se intitula “Ulcerațiile acute gastrice hemoragice; studiu clinicopatologic a 340 cazuri UMF Carol Davila București”, sub îndrumarea conducătorului Prof. dr. Dan Setlacec.
A efectuat mai multe stagii de pregătire în transplantul hepatic (Berlin, 1989, Paris, 1990, Pittsburgh, 1991-1992, New York 1992-1994).
După anul 1995 participă la construcția programului național de transplant de organe în România devenind Președinte al Asociației „Romtransplant” în anul 1997 și reprezentant al României în Consiliul Europei - comisia de transplant.
Împreună cu prof. Virginia Ion și Dr. Victor Tomulescu introduce programul de diagnostic și tratament al miasteniei grave în Institutul Clinic Fundeni.
În anul 1999 devine profesor și șef de clinică în cadrul UMF „Carol Davila” la Institutul Clinic Fundeni.
După anul 2000, medicul își dezvoltă competențe în chirurgia esofagiană, chirurgia oncologică, chirurgia hepatică și transplantul hepatic, chirurgia laparoscopică și management medical în sănătate.
Din anul 2012 ajunge Director al Centrului de Boli Digestive și Transplant Hepatic - Institutul Clinic Fundeni .
În anul 2000 introduce transplantul hepatic la nivel clinic (primele operații reușite la adult, cu ficat întreg, și copil, cu fragment de ficat) în Centrul de Boli Digestive și Transplant Hepatic Fundeni. În prezent numărul operațiilor de transplant a depășit 1000.
Are de asemenea numeroase contribuții la înființarea programelor de transplant de la Chișinău (2013), Spitalul Sfânta Maria din București (2013) și la Spitalul Sfântul Spiridon din Iași (2016).
În anul 2006 înființează ARCHBPT (Asociația Română de Chirurgie Hepato-bilio-pancreatică și transplant hepatic), punând bazele pregătirii în subspecialitatea de chirurgie hepato-bilio-pancreatică (coordonator național al atestatului de chirurgie hbp organizat de Ministerul Sănătății).
Aduce totodată numeroase contribuții teoretice în chirurgia pancreatică (abordul posterior, excizia totală a mezopancreasului).
În anul 2008 introduce chirurgia robotică în România în cadrul platformei de cercetare „George Emil Palade” a UMF „Carol Davila” București (peste 1000 de operații de chirurgie robotică efectuate în Centrul de Boli Digestive și Transplant Hepatic din Institutul Clinic Fundeni) .
Devine coordonatorul pentru Programe de Formare (studii doctorale, postdoctorale) în cadrul Platformei de Formare și Cercetare Interdisciplinară de Medicină Translațională "George Emil Palade" UMF “Carol Davila”: 20 de doctoranzi cu teze finalizate.
În anul 2012 câștigă prin competiție națională postul de director de proiect pentru construcția Centrului de Excelență în Medicină Translațională (CEMT) din cadrul Institutului Clinic Fundeni: Project no. 951, SMIS-CSNR code 14056, “CENTER OF EXCELLENCE IN TRANSLATIONAL MEDICINE”. Fundeni Clinical Institute; Financing: EFRD, by POS CCE (2012-2015).
Centrul a fost inaugurat în martie 2016 având laboratoare de anatomie patologică, biologie moleculară, culturi celulare, biobază, bancă de tumori și laborator de chirurgie experimentală.
În calitate de director a numeroase proiecte de cercetare obține titlul de cercetător științific gr. I. (2019) și aduce contribuții importante în genomica cancerului de pancreas și a colangiocarcinomului.
Din anul 2016 ajunge profesor la Universitatea privată „Titu Maiorescu”, unde înființează Institutul de Cercetări Medicale „Nicolae Cajal”.
Din anul 2020 este numit profesor asociat în cadrul Facultății de Medicină a Universității „Dunărea de Jos” din Galați, extensia Enna (Italia) și primește titlul de Profesor Emerit al Universității „Dunărea de Jos” (2020).

## Funcții administrative și politice
·       Director Adjunct al Direcției Sanitare a Municipiului București (1997)
·       Director al Institutului de Perfecționare Postuniversitare a Medicilor și Farmaciștilor (1998)
·       Secretar de Stat la Ministerul Sănătății în perioada (1999 – 2000)
·       Director medical al Institutului Clinic Fundeni (2000-2004)
·       Senator din partea Partidului Conservator – Președinte al Comisiei de Învățământ, Tineret și Sport (2004-2008)
·       Președinte al Casei Naționale de Asigurări de Sănătate (2009)
·       Vicepreședinte CNATDCU (Comisia Superioară a Ministerului Educației pentru acordarea titlurilor și diplomelor universitare) (2006-2011)

## Autor de manuale si tratate:
Tratate Naționale:
·       Chirurgia ficatului, Irinel Popescu (sub redacția) (2 vol) - ISBN: 973-7918-54-4. Editura Universitară "Carol Davila" București 2004 (premiul Iuliu Hațieganu al Academiei Române),
·       Transplantul Hepatic, Irinel Popescu (sub redacția), Ed Academiei, 2011, ISBN: 978-973-27-2054-7,
·       Tratat de Chirurgie hepato-bilio-pancreatică și transplant hepatic, Irinel Popescu (sub redacția), Editura Academiei Române 2016, ISBN 978-973-27-2592-4,
·       Tratat de Chirurgie - (10 volume), Irinel Popescu (Sub redacția) - Editura Academiei Române 2007-2009,
·       Tratat de Chirurgie ediția a-II-a (12 volume), Irinel Popescu, Constantin Ciuce (Sub redacția) Editura Academiei Române 2015-prezent.

Tratate internaționale:
·       The IASGO Textbook of multidisciplinary management of hepato-pancreato-biliary diseases, Masatoshi Makuuchi, Norihiro Kokudo, Irinel Popescu, Jaques Belghiti, Ho-Song Han, Kyoichi Takaori, Dan G. Duda (Editors), Springer Nature, 2022.

Monografii internaționale:
·       The Flying Publisher Guide to Hepatitis C Treatment, Costin Cernescu, Simona Ruta, Liana Gheorghe, Speranța Iacob, Irinel Popescu, Richard Sebastian Wanless, Ediția 2011 Flying Publisher & Kamps ISBN: 978-3-942687-04-1. 
Capitole în tratate internaționale:
·       Central pancreatectomy in Atlas of Advanced Operative Surgery, Popescu I - Ch.31. (Khatri V. et al. eds.) Elsevier Science. 2012,
·       Appleby procedure. Atlas of Advanced Operative Surgery, Popescu I - Ch.32. (Khatri V et al. eds.) Elsevier Science 2012.

Manuale:
·       Patologia chirurgicală pentru rezidențiat. Ediția 1, Angelescu N, Dragomirescu C, Popescu I., Editura Celsius 1998, ISBN: 973-0-00358-0; vol I-505 pagini, vol II-525 p. Ediția 2: Editura Celsius 2003, ISBN: 973-39-0444-9/5, pag: 1848-1869; 1881-1898.
·       Manual de Chirurgie. Editura Universitară "Carol Davila" , Popescu I, Beuran M. București 2007 ISBN: 978-973-708-218-3/978-973-708-217-6; vol I și II

Monografii:
·       Polipii și polipozele recto-colonice, D. Setlacec, Al. Oproiu, I. Popescu, Editura Medicală, București, 1986,
·       Tumorile intestinului subțire, I. Popescu, Maria Serbănescu, Editura Medicală, București, 1986
·       Supurațiile pancreatice și peripancreatice, I. Popescu, S. Georgescu, Maher Al-Attas, Editura Medicală, București, 1990
·       Peritonitele, Irinel Popescu, Cătălin Vasilescu (sub red.), Editura Celsius, București, 1998
·       Chiurgie minim invazivă- tehnici avansate, C. Dragomirescu, I. Popescu (sub red.), (pe CD-Rom), Editura Celsius, București, 2000, premiul „Iuliu Hațieganu” al Academiei Române.
·       File din istoria medicinei românești, Victor Voicu, Irinel Popescu (coordonatori), vol.29 și vol 30 din seria „Civilizația românească”, Editura Academiei Române, București, 2020.
·       Pandemia Covid-19 în România: aspecte clinice și epidemiologice, Victor Voicu, Costin Cernescu, Irinel Popescu, Editura Academiei Române, București, 2020,
·       Pandemia Covid-19 în România: aspecte patogenice, clinice și farmacoterapeutice, Victor Voicu, Irinel Popescu, Editura Academiei Române, București, 2021
·       Maladia lui Eminescu și maladiile imaginare ale eminescologilor, Eugen Simion, Irinel Popescu, Ioan-Aurel Pop, s.a., Editura FNSA, București, 2021
·       Viața și opera profesorului Dan Setlacec, Irinel Popescu, Editura Academiei-Editura Rao, București, 2021

## Organizator de manifestări științifice
·       Președinte - al 17-lea Congres Mondial al Asociației Internaționale a Chirurgilor, Gastroenterologilor și Oncologilor, București, 2007
·       Președinte al Congresului Național de Chirurgie (Constanța-Eforie Nord, 2008)
·       Președinte - al 23-lea Congres Mondial al Asociației Internaționale a Chirurgilor, Gastroenterologilor și Oncologilor, București, 2013
·       Președinte al Conferinței FEAM (Federatia Europeana a Academiilor de Medicina) Spring Conference, București, 12-13 Mai 2014
·       Președinte al Congresului SEERS (South East European Robotic Surgery Society) (București 28-31 octombrie 2015)
·       Organizator local - al Congresului Asociației Chirurgilor Europeni, București, 2017
·       Altele: Realizator al emisiunii „Academia de Sănătate” pentru agenția de știri DC News și canalul de televiziune Medika TV (începând din anul 2017)

## Titluri
·       Membru de onoare al Capitolei Naționale pentru Serbia și Muntenegru a IHBA (Asociația Internațională de Hepato - Pancreatico - Biliară), 2005 
·       Membru de onoare al Societății Bulgare de Chirurgie, 2006
·       Membru de onoare al Asociației Medicale Sârbe, Secțiunea de Chirurgie, 2006
·       Membru de onoare al Societății Chineze de Chirurgie, 2007
·       Membru de onoare al Asociației Chirurgilor din Republica Moldova, 2007
·       Membru de onoare al Academiei de Științe din Moldova, 2007
·       Membru de onoare al Societății Maghiare de Chirurgie, 2008
·       Membru de onoare al Asociației Franceze de Chirurgie, 2008

## Premii și distincții
·       Premiul „Iuliu Hațieganu” al Academiei Române (anul 2000)
·       Premiul Colegiului Medicilor din România (2001) pentru realizări în chirurgie
·       "Cel mai bun medic chirurg pentru anul 2006" în urma cercetării sociologice întreprinse de CURS, TNS-CSOP, IMAS și INSOMAR și reprezentând opinia medicilor chirurgi români la gala “Zece Pentru România”
·       Premiul revistei Medic.ro (oferit de Ministerul Sănătății, Colegiul Medicilor și Casa Națională de asigurări de sănătate) pentru cel mai bun chirurg (2018)
·       Marele Premiu al Galei elitelor medicale (pentru excelență în medicină), Baia-Mare, 2021

## Societăți și reviste
·       Membru al Societății Europene de Transplant, din anul 2006
·       Membru al Societății Române de Chirurgie (Președinte 2006-2008)
·       Membru fondator al „Romtransplant” (Președinte (1997-2018)
·       Membru fondator al ARCE (Asociația Română de Chirurgie endoscopică și alte tehnici intervenționale) (Președinte 2002-2006)
·       Membru fondator al ARCHBPTH (Asociația Română de Chirurgie Hepato-bilio-pancreatică și transplant hepatic) (Președinte 2006-2018)
·       Membru în Comitetul Executiv al "International Association of Surgeons and Gastroenterologists" (IASGO), din anul 2002 (Vicepreședinte din 2017)
·       Membru al Asociației Europene de Chirurgie Endoscopică (EAES), din anul 2002
·       Membru al TTS (The Transplantation Society), din anul 2006
·       Membru al ESA (European Surgical Association), din anul 2007 (Președinte în anul 2008)
·       Fellow al American College of Surgeons, 2005
·       Membru al Academiei de Chirurgie din Franța (2003)
·       Membru al Academiei de Medicină din Franța (2013)
·       Membru al European Board of Surgery in Transplantation Surgery module 1,4 (2009)
·       Membru al European Board of Surgery in Hepatic Pancreatic-Biliary Surgery (2013)
·       Membru titular al Academiei Române de Științe Medicale – 2002 (Președinte 2011-2019)
·       Vicepreședinte al Federației Europene a Academiilor de Medicină (FEAM) (2014-2017)
·       Membru titular al Academiei Oamenilor de Știință din România (2002) (Președintele Secției de Științe Medicale 2002-2012)
·       Membru corespondent al Academiei Române, Secția de Științe Medicale (2013)
·       Membru al colegiului de redacție al revistei "Hepatogastroenterologie";
·       Redactor șef adjunct al revistei "Archives de l'Union Médicale Balkanique" ("Archives of the Balkan Medical Union");
·       Membru al colegiului de redacție al revistei "Langenbeck's Archives of Surgery";
·       Membru în Editorial board al Journal of Telemedicine and E-Health
·       Redactor șef adjunct (Vice Editor-in-Chief) al revistei „Surgery, Gastroenterology and Oncology” (2020 - Prezent)
·       Redactor șef al revistei „Chirurgia” (2004-2014)
Visiting Professor
·       Karolinska University in Stockholm (2010)
·       University of Belgrade, School of Medicine (2018)
Visiting Speaker
·       Grand Rounds AKH Vienna, „The surgical treatment of the metastatic colo-rectal cancer” (2015)
·       Universitätsklinikum Hamburg-Eppendorf- “Central pancreatectomy” (2015)
·       Weekly Surgical and Gastroenterological Grand Rounds- Borel-Staehelin-Lecture “How to increase the number of donors in a liver transplant program” – University of Zürich (2014)
Key Note Speaker
·       European Congress of Coloproctology: British Journal of Surgery lecture - “Metastatic CRC – what about the primary?” Vienna (2012)

## Doctor Honoris Causa
·       Universitatea de Medicină și Farmacie Craiova (2006)
·       Universitatea „Ovidius”, Constanța (2007)
·       Universitatea „Nicolae Testemițanu” Chișinău (2010)
·       Universitatea „Iuliu Hațieganu” Cluj-Napoca (2012)
·       Universitatea „Apollonia”, Iași (2018)
·       Universitatea „Dunărea de Jos”, Galați (2019)

## Decorații
·       Crucea Patriarhală (2012)
·       Coroana României în grad de ofițer (2013)
·       Steaua României în grad de Mare Cruce (2013)
·       Ordre National du Merite (Franța) (2011)
·       Ordinul Republicii (Republica Moldova) (2013)
·       Lucrări publicate, Hirsch la data de 11 februarie 2022: 324 lucrări în Web of Science, 7286 citări, indice Hirsch 41.